# 레기오날리가
레기오날리가(독일어: Regionalliga)는 독일 축구의 4부 리그이다. 1974년 해체되기 전까지 독일 축구 리그 시스템의 2부 리그였으며, 1994년 3부 리그로서 재도입되었다. 이후 2008년 전국적 리그로 3. 리가가 발족함에 따라 리그 시스템의 4부 리그로 강등되었다. 독일 축구의 상위 3개 리그에 속한 모든 클럽들은 프로팀이지만 레기오날리가는 프로팀과 준프로팀이 혼재되어 있다.

## 레기오날리가의 역사

### 1963년 ~ 1974년
1963년 분데스리가가 도입된 이후부터 1974년 2 분데스리가가 결성되기 이전까지 5개의 레기오날리가가 독일 축구의 2부 리그 디비전을 형성했다.
- 레기오날리가 노르트(니더작센, 슐레스비히홀슈타인, 브레멘과 함부르크주를 포함)
- 레기오날리가 베스트(노르트라인베스트팔렌주를 포함)
- 레기오날리가 베를린(서베를린을 포함)
- 레기오날리가 쥐트(라인란트-팔츠, 자를란트주를 포함)
- 레기오날리가 쥐트베스트(바이에른, 헤센, 바덴뷔르템베르크주를 포함)

각 리그의 우승 및 준우승팀들은 시즌이 끝난 후 분데스리가로 2개의 그룹으로 나뉘어 승격되었다.
1974년, 리가 노르트와 쥐트가 독일 축구 리그 시스템의 2부 리그로 자리잡았고 이후 레기오날리가는 20여 년간 중단되었다.

### 1994년 ~ 2000년
1994년, 레기오날리가가 독일 축구 리그 시스템의 3부 리그 디비전으로 재도입되었다. 이 때는 4개의 리그가 존재했다.
- 레기오날리가 쥐트(바이에른, 헤센과 바덴뷔르템베르크주를 포함)
- 레기오날리가 베스트/쥐트베스트(라인란트-팔츠, 자를란트와 노르트라인베스트팔렌주를 포함)
- 레기오날리가 노르트(니더작센, 슐레스비히홀슈타인, 브레멘과 함부르크주를 포함)
- 레기오날리가 노르트오스트(브란덴부르크, 베를린, 메클렌부르크포어포메른, 작센안할트, 튀링겐과 작센주를 포함)

1994년과 2000년 사이에 2 분데스리가로의 승격은 연속성이 없이 규제되었다. 이것은 해당 리그의 우승팀이 자동으로 승격되지 않는 것으로 인해 문제가 되는 규칙이었다. 쥐트와 베스트/쥐트베스트의 우승팀은 두 리그의 준우승팀 중 한 팀과 함께 자동으로 승격되었던 반면 노르트와 노르트오스트의 우승팀은 4번째 승격의 자리를 놓고 플레이오프를 치러야 했다. 이러한 규정은 독일 남부에 더 많은 축구팀이 있다는 이유로 정당화되었다.
1998년 승격 규정이 다시 변경되어, 노르트와 노르트오스트 우승팀 간 플레이오프의 승자는 승격되고, 패자는 베스트/쥐트베스트와 쥐트의 준우승팀과 플레이오프를 치러 승격팀을 결정하는 것으로 변경되었다.

### 2000년 ~ 2008년
2000년 레기오날리가의 수는 두 개로 감소했다.
- 레기오날리가 노르트(북독일 지역을 포함)
- 레기오날리가 쥐트(남독일 지역을 포함)

클럽 간 균형을 맞추기 위해 디비전이 더 이상 특정한 주에 국한되지 않아 리그의 이동이 가능해졌다. 이로 인해 남부 지역의 일부 클럽들은 북부 클럽보다 지리적으로 더 북쪽에 위치한 경우도 있었으며 그 반대의 경우 또한 마찬가지였다.

### 2008년 ~ 2012년
2008년 전국적 리그인 3 리가가 발족함에 따라 4부 리그로 강등되었지만, 이전의 두 개의 디비전에서 세 개의 디비전으로 확장되었다.
- 레기오날리가 노르트(브란덴부르크, 베를린, 메클렌부르크포어포메른, 작센안홀트, 튀링겐, 작센, 니더작센, 슐레스비히홀슈타인, 함부르크주를 포함)
- 레기오날리가 쥐트(바이에른, 헤센, 바덴뷔르템베르크주를 포함)
- 레기오날리가 베스트(라인란트-팔츠, 자를란트와 노르트라인베스트팔렌주를 포함)

'포함'이라는 말은 DFB 위원회가 각 디비전 별로 매년 18개씩 배정되는 18개 팀씩 18개 구단에 의해 매년 지리적 위치를 조정할 수 있음을 의미한다. 이는 지리적인 면에서 다른 디비전에 포함될 수 있다는 것으로, 니더작센주를 연고로 하는 BV 클로펜부르크는 2008-09 시즌에 리가 베스트에 배치되기도 하였다.

### 2012년 이후
2010년 10월, 레기오날리가의 또다른 개혁이 결정되었다. 리그의 수가 다섯으로 늘어나 과거 폐지되었던 레기오날리가 노르트오스트가 부활했으며, 새롭게 레기오날리가 바이에른이 설립되었다. 또한 리가 베스트는 바이에른 클럽이 없는 리가 쥐트로부터 오던 클럽들을 잃게 되었다. 새로운 리그 시스템은 2012-13시즌부터 가동될 예정이며, 또한 리그 당 예비팀을 7개로 제한하기로 결정했다.
각 다섯 리그의 챔피언과 쥐트/쥐트베스트의 준우승팀은 3개의 승격팀 자격을 두고 홈 앤 어웨이 방식으로 플레이오프를 치른다. 새 리그는 창립 시즌에 최대 22개 클럽으로 구성되나 16-18개 클럽으로 수를 감축해야 한다. 레기오날리가는 DFB가 아닌 지역 축구협회에서 관리하게 된다. 예비팀과 관련해 리그 당 처음에는 7개까지 허용되나 이 규정은 특별한 상황에서 변동될 수 있다. 3 리가의 리저브 팀은 레기오날리가에 참가할 수 없다.
이는 대규모 비용과 인프라 요구가 결합된 리그에 대한 언론의 관심부족 때문이었다. 2012년부터 다섯 개의 레기오날리그는
- 레기오날리가 노르트(니더작센, 슐레스비히홀슈타인, 브레멘과 함부르크주를 포함)

- 레기오날리가 노르트오스트(브란덴부르크, 베를린, 메클렌부르크포어포메른, 작센안홀트, 튀링겐과 작센주를 포함)
- 레기오날리가 베스트(노르트라인베스트팔렌주 북부를 포함)
- 레그오날리가 쥐트베스트(라인란트-팔츠, 자를란트, 헤센, 바덴뷔르템베르크주를 포함)
- 레기오날리가 바이에른(바이에른주를 포함)

바이에른과 같은 일부 지역 축구협회는 그들의 리그 아래 또다른 리그 시스템을 형성했다. 바이에른 FA는 레기오날리가의 하부에 두 개의 바이에른리가를 도입했고 새로운 페어반츠리가의 밑에 란데스리가를 세 개에서 다섯 개로 증가시켰다.

### 지도
지도를 통해 본 레기오날리가의 역사와 발전은 다음과 같다:

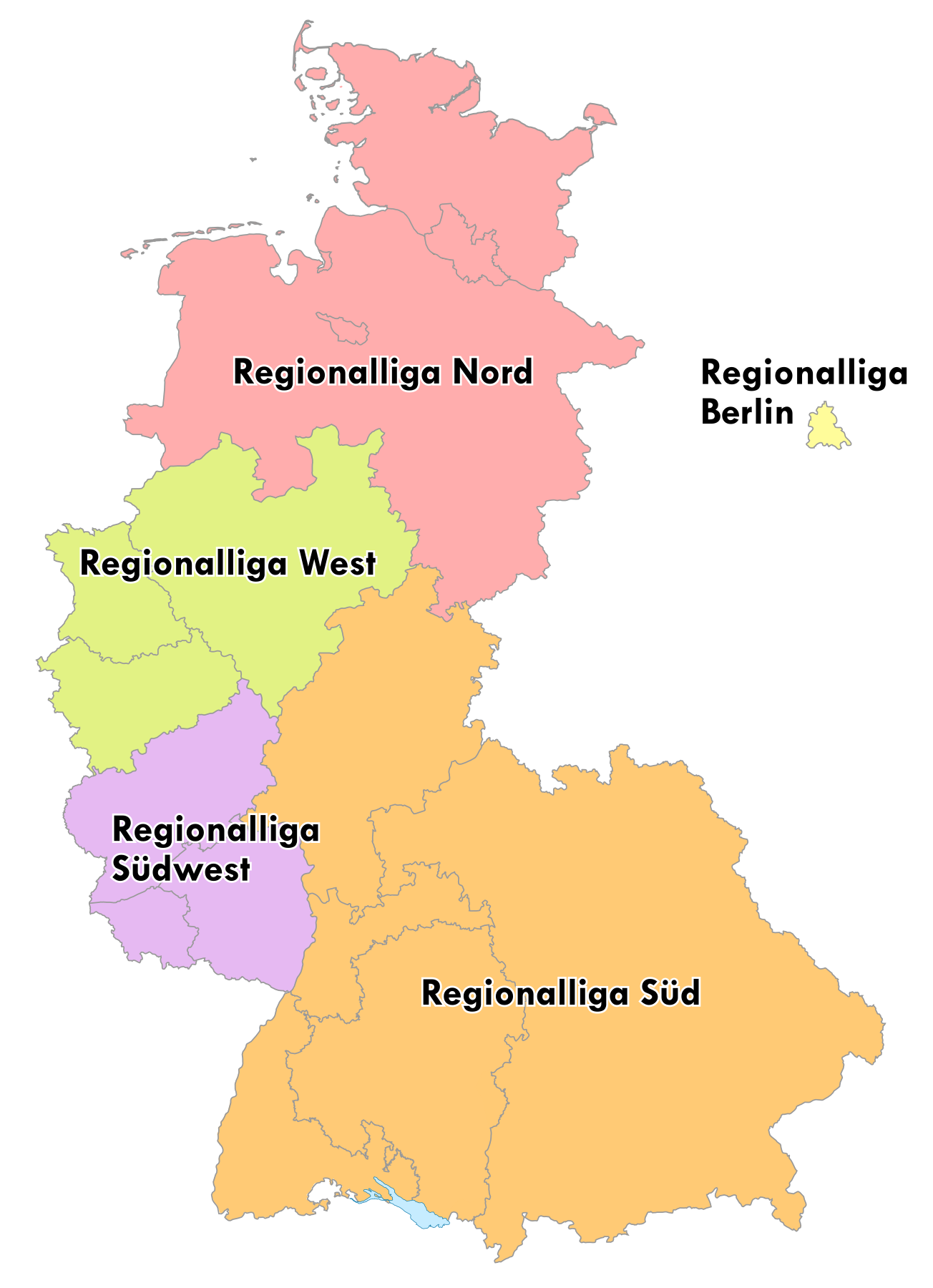
1963~1974년의 레기오날리가
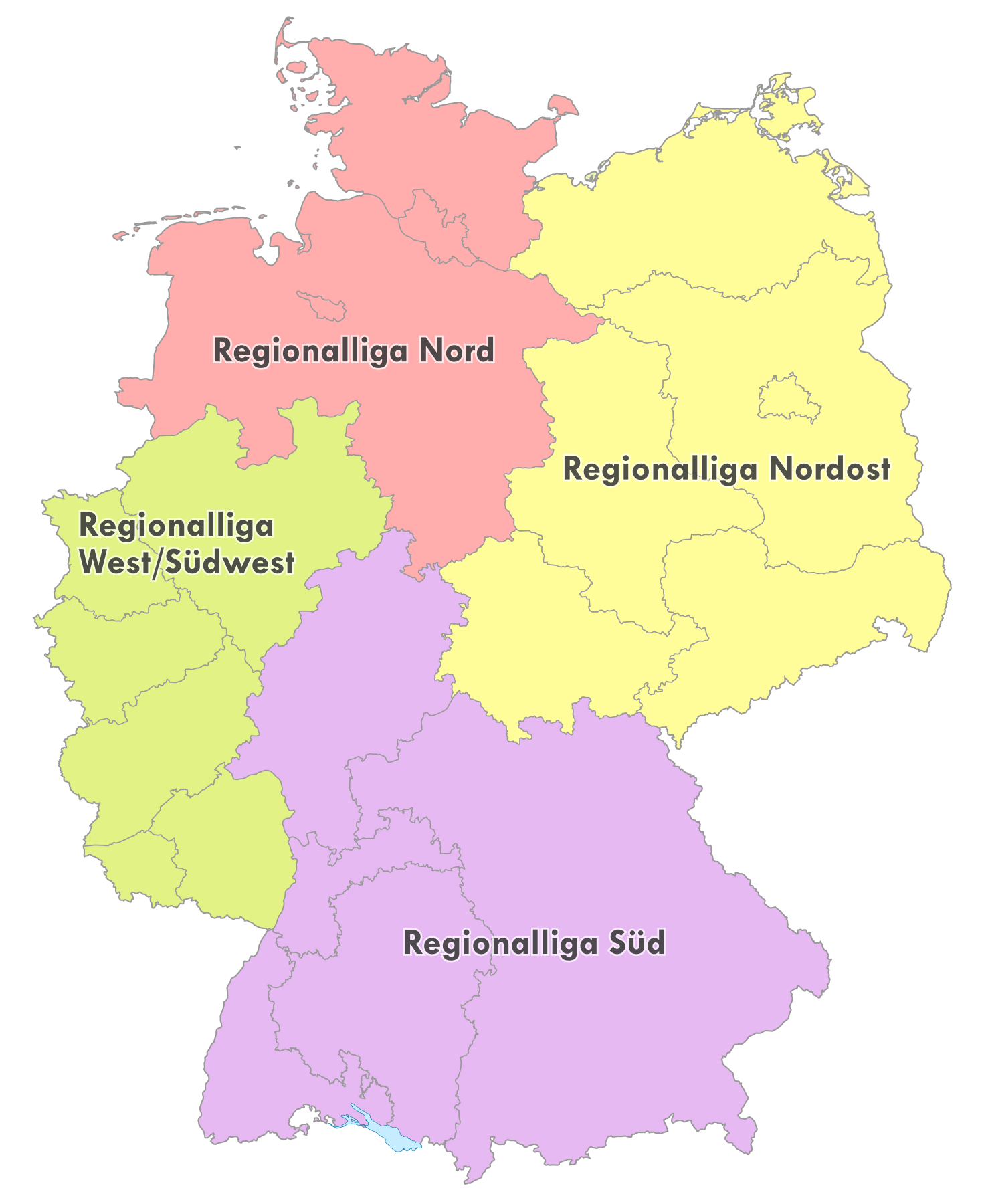
1994년~2000년의 레기오날리가
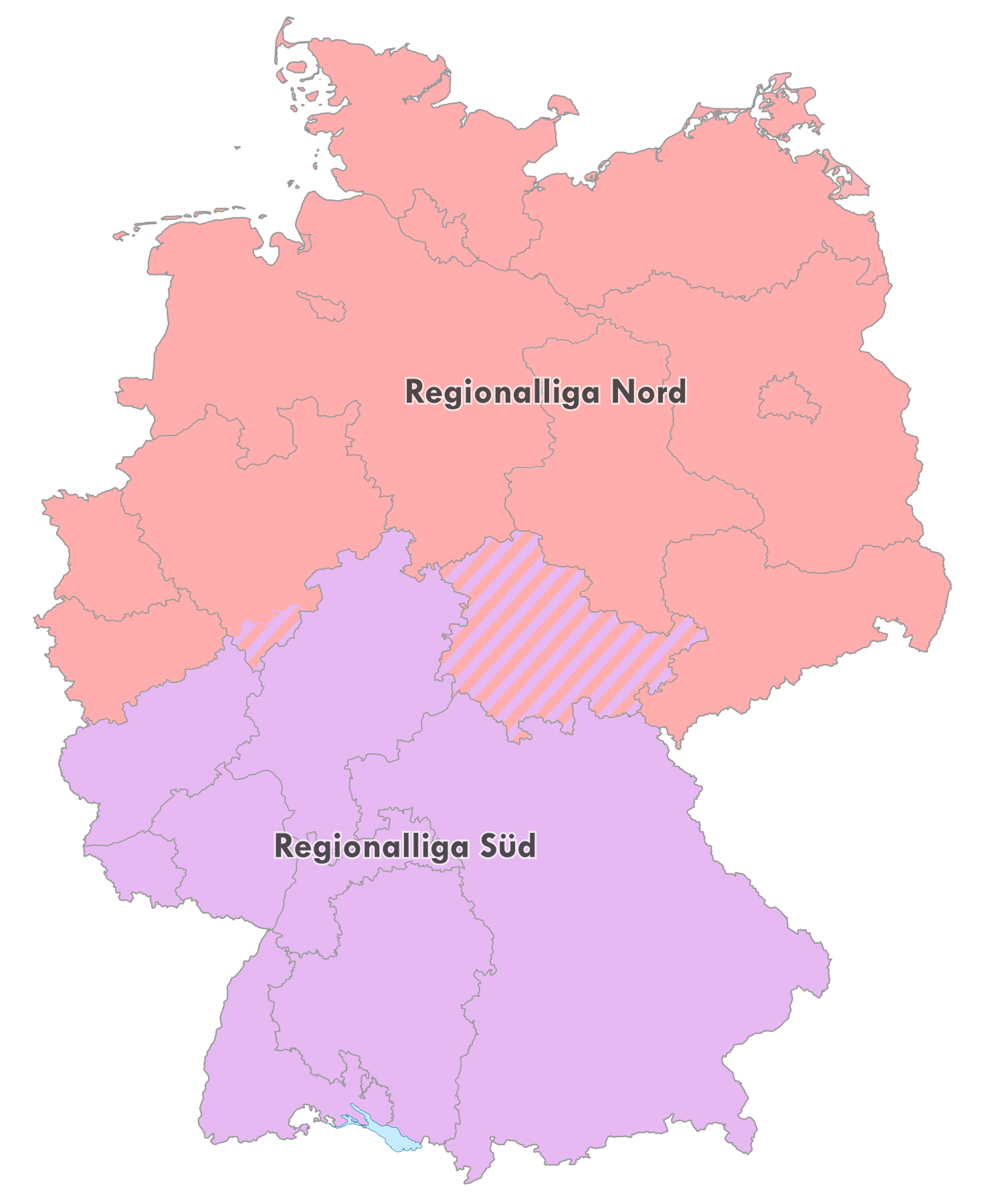
2000~2008년의 레기오날리가
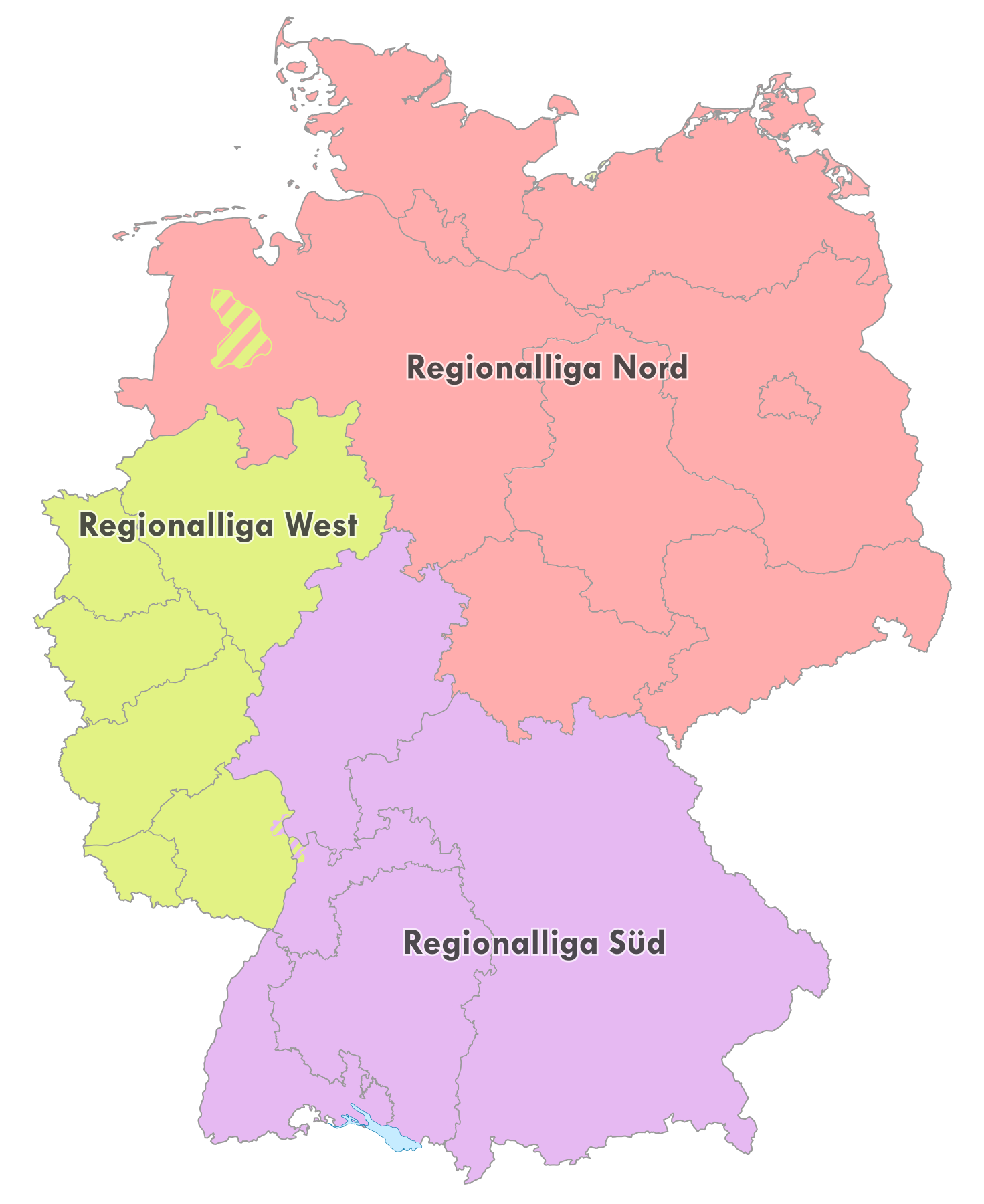
2008~2012년의 레기오날리가
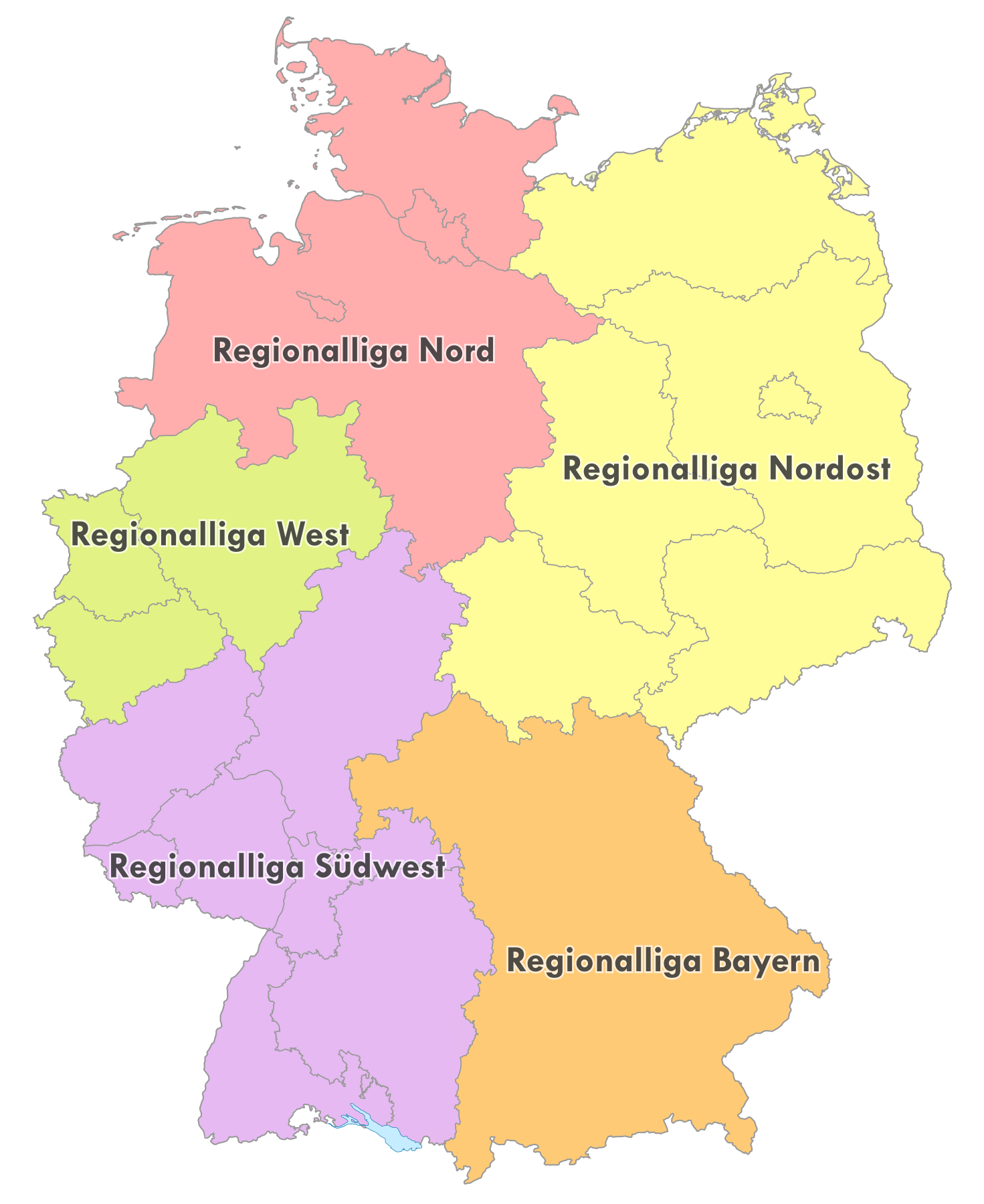
2012년 이후의 레기오날리가

## 리그 규정

### 라이센스
레기오날리가에 참가하려는 클럽들은 다음과 같은 조건들을 충족시켜야 한다. 첫번째, 클럽은 리그에 참가할 자격이 있어야 한다. 두번째, 클럽은 DFB로부터 라이센스를 취득해야 한다. 이 라이센스는 클럽이 재정적으로 건전하며 경기장이 보안 규정을 준수하고, 클럽이 유소년 관리를 하고 있음을 증명할 수 있을 때 부여된다.

### 승격
각 리그의 우승팀은 시즌이 끝난 후 3. 리가로 승격된다. 리저브팀의 경우 1군 팀이 3. 리가에 속해있지 않을 경우 승격 자격이 주어진다.

### 강등
각 리그의 하위 세 팀은 각자의 하부 리그인 오버리가로 강등된다. 리가 노르트의 경우는 하위 네번째 팀도 강등된다.
레기오날리가의 클럽은 DFB에 의해 계절별로 라이센스를 취득해야 하기 때문에 라이센스 취소 혹은 관리의 문제로 인하여 강등을 당할 수 있다. 저브팀은 1군 팀이 3. 리가로 강등당할 경우 하위 리그로 강등된다.

### 스쿼드 규정
레기오날리가의 시합당일 스쿼드에는 최소 6명의 독일 국적을 지닌 선수와 24세 이하, 21세 이하 2명의 선수가 포함되어야 하며 비EU 국적의 선수는 최대 3명까지 포함할 수 있다.

## 역대 우승팀

### 1963년 ~ 1974년
| 시즌    | 레기오날리가 노르트         | 레기오날리가 베스트     | 레기오날리가 베를린            | 레기오날리가 쥐트베스트 | 레기오날리가 쥐르트   |
| ------- | --------------------------- | ----------------------- | ------------------------------ | ----------------------- | --------------------- |
| 1963-64 | FC 장크트파울리             | 알레마니아 아헨         | SC 태즈매니아 1900 베를린      | 보루시아 노인키르헨     | KSV 헤센 카셀         |
| 1964-65 | 홀슈타인 킬                 | 보루시아 묀헨글라트바흐 | 테니스 보루시아 베를린         | 1. FC 자르브뤼켄        | FC 바이에른 뮌헨      |
| 1965-66 | FC 장크트파울리             | 포르투나 뒤셀도르프     | 헤르타 BSC                     | FK 피르마젠스           | 1. FC 슈바인푸르트 05 |
| 1967-68 | SV 아르미니아 하노버        | 알레마니아 아헨         | 헤르타 BSC                     | 보루시아 노인키르헨     | 키커스 오펜바흐       |
| 1967-68 | SV 아르미니아 하노버        | 바이어 04 레버쿠젠      | 헤르타 BSC                     | SV 알젠보른             | SpVgg 바이에른 호프   |
| 1968-69 | VfL 오스나브뤼크            | 로트바이스 오버하우젠   | 헤르타 첼렌도르프              | SV 알젠보른             | 카를스루에 SC         |
| 1969-70 | VfL 오스나브뤼크            | VfL 보훔                | 헤르타 첼렌도르프              | SV 알젠보른             | 키커스 오펜바흐       |
| 1970-71 | VfL 오스나브뤼크            | VfL 보훔                | SC 태즈매니아 1900 베를린      | 보루시아 노인키르헨     | 1. FC 뉘른베르크      |
| 1971-72 | FC 장크트파울리             | 부퍼탈 SV               | SC 바커 04 베를린              | 보루시아 노인키르헨     | 키커스 오펜바흐       |
| 1972-73 | FC 장크트파울리             | 로트바이스 에센         | SpVgg 블루스바이스 1890 베를린 | 1. FSV 마인츠 05        | S2V 슈타트 98         |
| 1973-74 | 아인트라흐트 브라운슈바이크 | SG 바텐샤이트 09        | 테니스 보루시아 베를린         | 보루시아 노인키르헨     | FC 아우크스부르크     |

### 1994년 ~ 2000년
| 시즌      | 레기오날리가 노르트 | 레기오날리가 노르트오스트 | 레기오날리가 베스트/쥐트베스트 | 레기오날리가 쥐트   |
| --------- | ------------------- | ------------------------- | ------------------------------ | ------------------- |
| 1994-95   | VfB 뤼베크          | FC 카를 차이스 예나       | 아르미니아 빌레펠트            | SpVgg 운터하힝      |
| 1995-96   | VfB 올덴부르크      | 테니스 보루시아 베를린    | FC 귀터슬로 2000               | 슈투트가르트 키커스 |
| 1996-97   | 하노버 96           | FC 에네르기 콧부스        | SG 바텐샤이트 09               | 1. FC 뉘른베르크    |
| 1997-98   | 하노버 96           | 테니스 보루시아 베를린    | 로트바이스 오버하우젠          | SSV 울름 1846       |
| 1998-99   | VfL 오스나브뤼크    | 켐니츠 FC                 | 알레마니아 아헨                | SV 발트호프 만하임  |
| 1999-2000 | VfL 오스나브뤼크    | 1. FC 우니온 베를린       | 1. FC 자르브뤼켄               | SSV 로이틀링겐 05   |

### 2000년 ~ 2008년
| 시즌    | 레기오날리가 노르트         | 레기오날리가 쥐트    |
| ------- | --------------------------- | -------------------- |
| 2000-01 | 1. FC 우니온 베를린         | 카를스루에 SC        |
| 2001-02 | VfB 뤼베크                  | SV 바커 부르크하우젠 |
| 2002-03 | FC 에르츠게비르게 아우에    | SpVgg 운터하힝       |
| 2003-04 | 로트바이스 에센             | FC 바이에른 뮌헨 II  |
| 2004-05 | 아인트라흐트 브라운슈바이크 | 키커스 오펜바흐      |
| 2005-06 | 로트바이스 에센             | FC 아우크스부르크    |
| 2006-07 | FC 장크트 파울리            | SV 베헨 비스바덴     |
| 2007-08 | 로트 바이스 알렌            | FSV 프랑크푸르트     |

### 2008년 ~ 2012년
| 시즌    | 레기오날리가 노르트 | 레기오날리가 베스트    | 레기오날리가 쥐트   |
| ------- | ------------------- | ---------------------- | ------------------- |
| 2008-09 | 홀슈타인 킬         | 보루시아 도르트문트 II | 1. FC 하이덴하임    |
| 2009-10 | SV 바벨스베르크 03  | 1. FC 자르브뤼켄       | VfR 알렌            |
| 2010-11 | 켐니츠 FC           | 프로이센 뮌스터        | SV 다름슈타트 98    |
| 2011-12 | 할레셔 FC           | 보루시아 도르트문트 II | 슈투트가르트 키커스 |

### 2012년 이후
| 시즌    | 레기오날리가 노르트 | 레기오날리가 노르트오스트 | 레기오날리가 베스트        | 레기오날리가 쥐트베스트    | 레기오날리가 바이에른 |
| ------- | ------------------- | ------------------------- | -------------------------- | -------------------------- | --------------------- |
| 2012-13 | 홀슈타인 킬         | RB 라이프치히             | 슈포트프로인데 로테        | KSV 헤센 카셀              | TSV 1860 뮌헨 II      |
| 2013-14 | VfL 볼프스부르크 II | TSV 노이슈트렐레츠        | SC 포르투나 쾰른           | SG 소넨호프 그로스아스파흐 | 바이에른 뮌헨 II      |
| 2014-15 | 베르더 브레멘 II    | 1. FC 마그데부르크        | 보루시아 묀헨글라트바흐 II | 키커스 오펜바흐            | 뷔르츠부르크 키커스   |
| 2015-16 | VfL 볼프스부르크 II | FSV 츠비카우              | 슈포트프로인데 로테        | SV 발드호프 만하임         | SSV 얀 레겐스부르크   |
| 2016-17 |                     |                           |                            |                            |                       |